# Roole
Fondé en 1982, Roole est le premier club automobile en France avec 1 400 000 membres en 2024. Roole propose des solutions de protection contre le vol, des garanties complémentaires à l'assurance auto principale, ainsi qu'un média et des applications gratuites pour simplifier la vie des automobilistes. Roole représente les automobilistes dans le débat public et développe des services de mobilité solidaire sur plusieurs enjeux liés à l'accès à l'automobile et au permis de conduire. Roole est une entreprise à mission et a créé une fondation en 2017.

## Histoire
Identicar SAS est une entreprise familiale fondée en 1982 par Claude Tuchbant. Elle a démarré son activité en lançant le gravage antivol dans le réseau des concessionnaires Renault en France. Ce procédé consiste à graver les 8 derniers caractères du numéro de série sur toutes les vitres du véhicule. Il a pour objectif de rendre impossible le négoce des véhicules par les réseaux de vols organisés et d'en faciliter l'identification par les autorités (inscription au fichier GIE ARGOS).
En 1997, la société lance le concept de "Complémentaire Automobile" en France. Les contrats de gravage commercialisés par Identicar SAS peuvent être complétés par des garanties qui complètent l'assurance tous risques obligatoire des automobilistes. Dès lors, Identicar SAS diversifie progressivement son réseau de distribution avec les concessions automobiles des marques Toyota Nissan, Opel, Fiat, Ford, BMW, Peugeot, ou Citroën.
En 2007, Identicar SAS se rapproche de Cobra Automotive Technologies pour former Cobra France. L'objectif du partenariat est de concevoir et commercialiser sur le territoire français des systèmes électroniques et des solutions de tracking destinés à assurer la protection des véhicules. Cobra France deviendra Vodafone Automotive en 2015.
En 2011, Identicar SAS rachète I.C.A Security, spécialiste du gravage antivol 2-roues et lance en 2012 la première assurance complémentaire 2 roues.

### Création d'un club automobile
En 2015, Roole (ex-Club Identicar) étend ses services en créant un club automobile. Les membres du club bénéficient de garanties et services assurantiels mais aussi d'avantages propres à un club : réductions dans l'univers de la mobilité, des loisirs, du voyage. Par exemple, la société est partenaire de Vinci Autoroutes pour le télépéage depuis 2015.
En juillet 2018, Roole recentre ses activités sur la complémentaire auto et son club en pleine croissance, et cède ses activités dans la moto et la télématique embarquée (I.C.A et Vodafone Automotive),,.
Roole comptait 750 000 membres en juillet 2017. Il en compte 900 000 en janvier 2019. 

### Modèle économique
Les services de Roole (ex-Club Identicar) sont commercialisés par les concessionnaires automobiles lors de l'achat d'un véhicule neuf ou d'occasion. La plupart des services sont souscrits pour 1 an et renouvelables.

### Concurrence
Dans les réseaux de distribution automobile, les offres concurrentes sont celles de Securycar (filiale de PGA Motors), Saga (filiale de Bessé) et Eurodatacar.

### Études
Roole (ex-Club Identicar) publie chaque année des études sur l'automobile en interrogeant ses membres conducteurs. En septembre 2017, l'entreprise a réalisé une étude sur « les français et le vol automobile »,,. En 2018, une nouvelle étude est réalisée sur le rapport des femmes à leur voiture,.

## Fondation Roole
La Fondation Roole (ex Fondation Identicar) a été créée en décembre 2017 pour soutenir des initiatives solidaires autour de la mobilité. La Fondation Roole est sous l'égide de la Fondation de France. Le 1er appel à projets de la Fondation Roole a été lancé en Novembre 2018.